# Bulgarisk gran
Bulgarisk gran (Abies borisii-regis) är ett träd i ädelgransläktet och familjen tallväxter som beskrevs av Johannes Mattfeld.
Den bulgariska granen är ett städsegrönt barrträd, som förekommer i Balkanhalvöns bergsområden i Bulgarien, norra Grekland, Nordmakedonien, Albanien och Serbien. Den växer på höjder mellan 800 och 1 800 meter, på berg med en årlig nederbörd som överstiger 1 000 mm.
IUCN kategoriserar arten globalt som livskraftig.